# Myriam Bru
Myriam Bru, all'anagrafe Myriam Rosita Bruh (Parigi, 20 aprile 1932), è un'attrice francese.

## Biografia
Myriam Bru iniziò la sua carriera cinematografica in piccoli ruoli, ma la fama arrivò grazie ai produttori italiani Carlo Ponti e Dino De Laurentiis, che le offrirono un contratto a lungo termine col quale realizzò un gran numero di film. Uno dei migliori ruoli che le venne offerto fu nel film biografico Puccini (1953) di Carmine Gallone.
Nel 1958 interpretò Katiuscia nel film Resurrezione di Rolf Hansen, il cui protagonista era l'attore Horst Buchholz. Dopo un lungo e appassionato corteggiamento i due si sposarono a Londra nel dicembre dello stesso anno. Il marito insistette affinché lei si dedicasse esclusivamente alla famiglia, così l'ultimo ruolo dell'attrice sarà quello della madre infanticida nel film Nella città l'inferno di Renato Castellani (1958). La Bru rimase comunque nell'ambiente dello spettacolo come agente teatrale: a lei si deve la scoperta di alcune giovani attrici tra cui Mathilda May e Mélanie Thierry.

## Vita privata
Donna di grande fascino, fu legata da affettuosa amicizia ad Angelo Rizzoli, fondatore dell’omonimo impero editoriale.
Dal matrimonio con l'attore Horst Buchholz nacquero due figli: una femmina, Béatrice Buchholz, e un maschio, Christopher Buchholz, divenuto attore anche lui. Ben presto i coniugi si separarono (da allora lui visse a Berlino, lei a Parigi), ma senza mai divorziare.  

## Filmografia

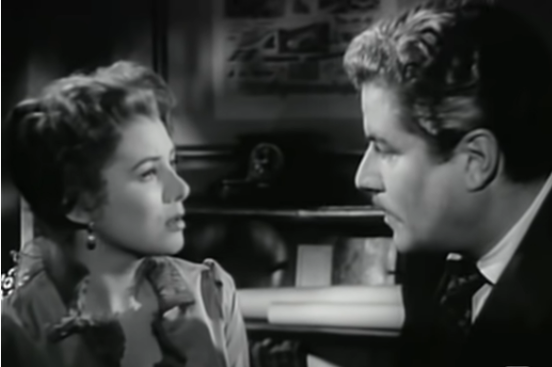
Myriam Bru e Amedeo Nazzari in Appassionatamente (1954)

- L'inchiesta è aperta (Ouvert contre X), regia di Richard Pottier (1952)
- Eran trecento... (La spigolatrice di Sapri), regia di Gian Paolo Callegari (1952)
- La bella seduttrice (Une fille dans le soleil), regia di Maurice Cam (1953)
- Puccini, regia di Carmine Gallone (1953)
- Ti ho sempre amato!, regia di Mario Costa (1953)
- Gli uomini, che mascalzoni!, regia di Glauco Pellegrini (1953)
- Appassionatamente, regia di Giacomo Gentilomo (1954)
- Cento anni d'amore, regia di Lionello De Felice (1954) – ep. Gli ultimi dieci minuti
- Casa Ricordi, regia di Carmine Gallone (1954)
- Le due orfanelle, regia di Giacomo Gentilomo (1954)
- Questa è la vita, regia di Mario Soldati (1954) – ep. Il ventaglino
- Gli amori di Manon Lescaut, regia di Mario Costa (1954)
- Il padrone sono me, regia di Franco Brusati (1955)
- Vacanze a Ischia, regia di Mario Camerini (1957)
- Resurrezione (Auferstehung), regia di Rolf Hansen (1958)
- Nella città l'inferno, regia di Mario Castellani (1958)
- Horst Buchholz... Mein Papa, regia di Sandra Hackerr, Christopher Buchholz (2005)

## Doppiatrici italiane
- Dhia Cristiani in Puccini, Questa è la vita
- Lydia Simoneschi in Ti ho sempre amato!, Cento anni d'amore
- Flaminia Jandolo in Appassionatamente, Le due orfanelle
- Andreina Pagnani in Casa Ricordi, Gli amori di Manon Lescaut
- Rina Morelli in Gli uomini che mascalzoni
- Rosetta Calavetta in Il padrone sono me
- Maria Pia Di Meo in Resurrezione